# Petre P. Negulescu
Petre P. Negulescu (n. 14 octombrie / 26 octombrie 1872, Ploiești – d. aprilie 1951, Brașov) a fost un filosof și om politic român, membru titular al Academiei Române (1936).

## Biografie
Se naște la Ploiești, unde a absolvit clasele primare și studiile liceale. În 1889, Negulescu se înscrie ca student al Facultății de Științe a Universității bucureștene, dar, audiind o prelegere a lui Titu Maiorescu, se înscrie la Facultatea de Litere.
În anul universitar 1889-1890 e remarcat, ca student eminent, de T.Maiorescu. Profesorul îi mai selectase pe C.Rădulescu-Motru, S.Mehedinți, Mihail Dragomirescu, Ion A. Rădulescu-Pogoneanu, I.Al.Brătescu-Voinești. Îi primea în casa lui, vestită, din strada Mercur 1, într-un cenaclu anume organizat, le supraveghea și stimula lecturile, pregătindu-i pentru a-i urma direcția și a le preda conducerea Convorbirilor literare.
P.P. Negulescu devine licențiat universitar. Teza de licență, Critica apriorismului și a empirismului, e publicată în volum. În același an, la cererea lui T. Maiorescu, publică studiul antigherist Psihologia stilului, în Convorbiri literare (în 1895 în volum).
În 1893 Maiorescu îi obține lui Negulescu (și lui M. Dragomirescu) o bursă de studii în Germania și Franța. Negulescu redactează, la Paris, studiul, tot antigherist și scris tot la sugestia lui Maiorescu, Impersonalitatea și morala în artă.
Reîntors în țară e numit, la intervenția Profesorului, conferențiar de filosofie la Universitatea din Iași.
În 1895, P.P. Negulescu, împreună cu ceilalți colegi de generație, preia conducerea celei mai importante reviste a țării, Convorbiri literare. Tot în acest an adună în volum ultimele două studii de estetică antigheristă, cu titlul Polemice.
În 1896 publică, în Convorbiri literare, studiul Filosofia în viața practică. Cu această bibliografie –și fără doctorat- devine profesor titular la Catedra de istoria filosofiei și logică, la Universitatea din Iași.
În 1900, în volumul omagial "Titu Maiorescu" îi apare studiul Rolul ideilor în progresul social.
Publică, după mulți ani de muncă asiduă, în 1910, primul volum din lucrarea Filosofia Renașterii (vol.II în 1914), considerată drept capodopera sa. În același an, prin pensionarea din învățământ a lui Titu Maiorescu, Negulescu se transferă la București, ocupând catedra fostului său profesor.
În 1934 publică Geneza formelor culturii și în 1936 e ales membru titular al Academiei Române. În 1938 îi apare primul volum din vasta lucrare Destinul omenirii. Volumul IV apare în 1944.
În 1940, autoritățile antonesciene îl pensionează, forțat, din învățământ (avea numai 68 de ani). Odată cu el sunt pensionați și C. Rădulescu-Motru, Mihail Dragomirescu.
În 1941 începe publicarea monumentalei lucrări Istoria filosofiei contemporane. Volumul IV apare în 1944, iar al cincilea, postum, în 1971.
Bombardamentele asupra Bucureștiului din 1944 îi distrug casa și biblioteca. Se stinge din viață, la venerabila vârstă de 79 de ani în aprilie 1951. Petru P.Negulescu a fost inclus în activitatea academică la începtul regimului comunist, ceea ce a fost pentru el o oarecare reabilitare. Ultimii ani i-a trăit în sărăcie lucie, uitat și izgonit din Academie.

## Activitatea politică
Are marcate atitudini de disociere față de opțiunea oficială a partidului său –Partidul Conservator- de politica favorabilă Puterilor Centrale.
În 1917 devine membru fondator și fruntaș al unei noi formațiuni politice: "Liga Poporului", devenită Partidul Poporului, sub conducerea generalului Al. Averescu iar în 1919 este ales senator pe listele Partidului Poporului.
În 1922 publică lucrarea Reforma învățământului, materializare intențională a lui Negulescu de a realiza o reformă a învățământului românesc.
Revine, în martie 1926, titular, în noul guvern Averescu, la Ministerul Cultelor și Instrucțiunii Publice. Tot în 1926, publică lucrarea Partidele politice la Editura Cultura Națională, din București.
În august 1927 este ales președinte al Camerei Deputaților. E ultima sa demnitate politică.